# Chiropterotriton cracens
La salamandra Chiropterotriton cracens es una especie de salamandra en la familia Plethodontidae y es endémica del Rancho El Cielo en Tamaulipas, México1.

## Clasificación y descripción de la especie
Es una salamandra de la familia Plethodontidae del orden Caudata. Es de talla pequeña y cuerpo delgado, alcanza una longitud de . La cabeza es ligeramente más ancha que el cuerpo. Las extremidades son cortas. La coloración dorsal es café y vientre gris o crema 2.

## Distribución de la especie
Endémica de México, se conoce para la Reserva de la Biosfera Rancho en la región Sur-centro de Tamaulipas, México 2,3.

## Ambiente terrestre
Vive entre los 914 a 1,080 m s. n. m. en bosque mesófilo de montaña. Puede estar en bromelias o debajo de los troncos3. Su hábitat natural son los bosques templados1.

## Estado de conservación
Se considera como sujeta a protección especial (Norma Oficial Mexicana 059) y en peligro en la lista roja de la UICN.